# Alte Synagoge (Essen)

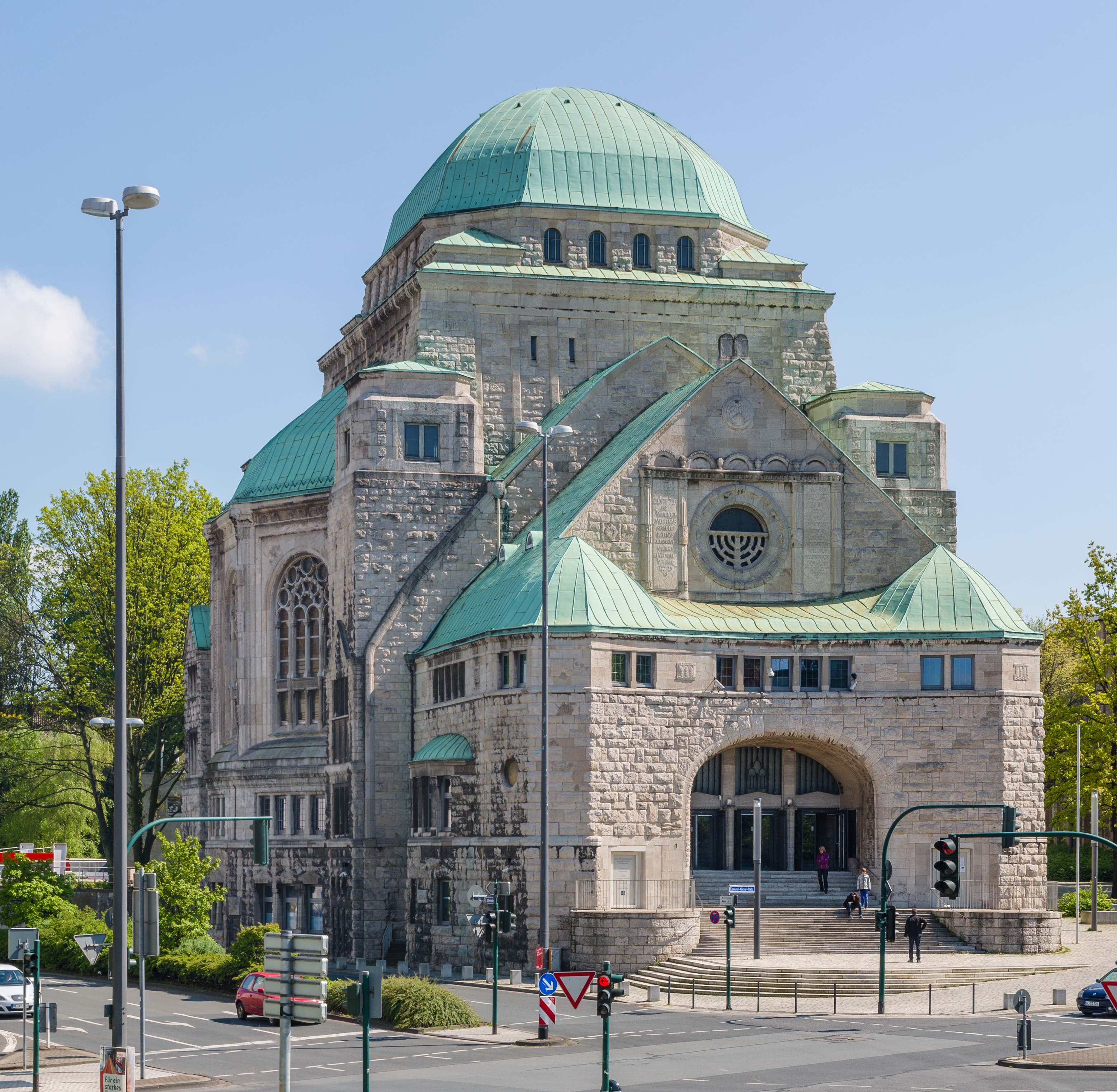
Alte Synagoge (2014)

Die Alte Synagoge (anfangs auch Synagoge am Steeler Tor genannt) ist heute das Haus jüdischer Kultur in Essen. Es befindet sich im Stadtzentrum an der Steeler Straße 29, nahe dem Essener Rathaus.
Die Synagoge wurde nebst angeschlossenem Rabbinerhaus 1913, nach zweijähriger Bauzeit, nach Plänen des Architekten Edmund Körner fertiggestellt. Heute gehört das Gebäude zu den größten und besterhaltenen architektonischen Zeugnissen jüdischer Kultur der Vorkriegszeit in Deutschland. Im Juli 2010 wurde es als Alte Synagoge – Haus der jüdischen Kultur neu eröffnet.

## Geschichte der Synagoge

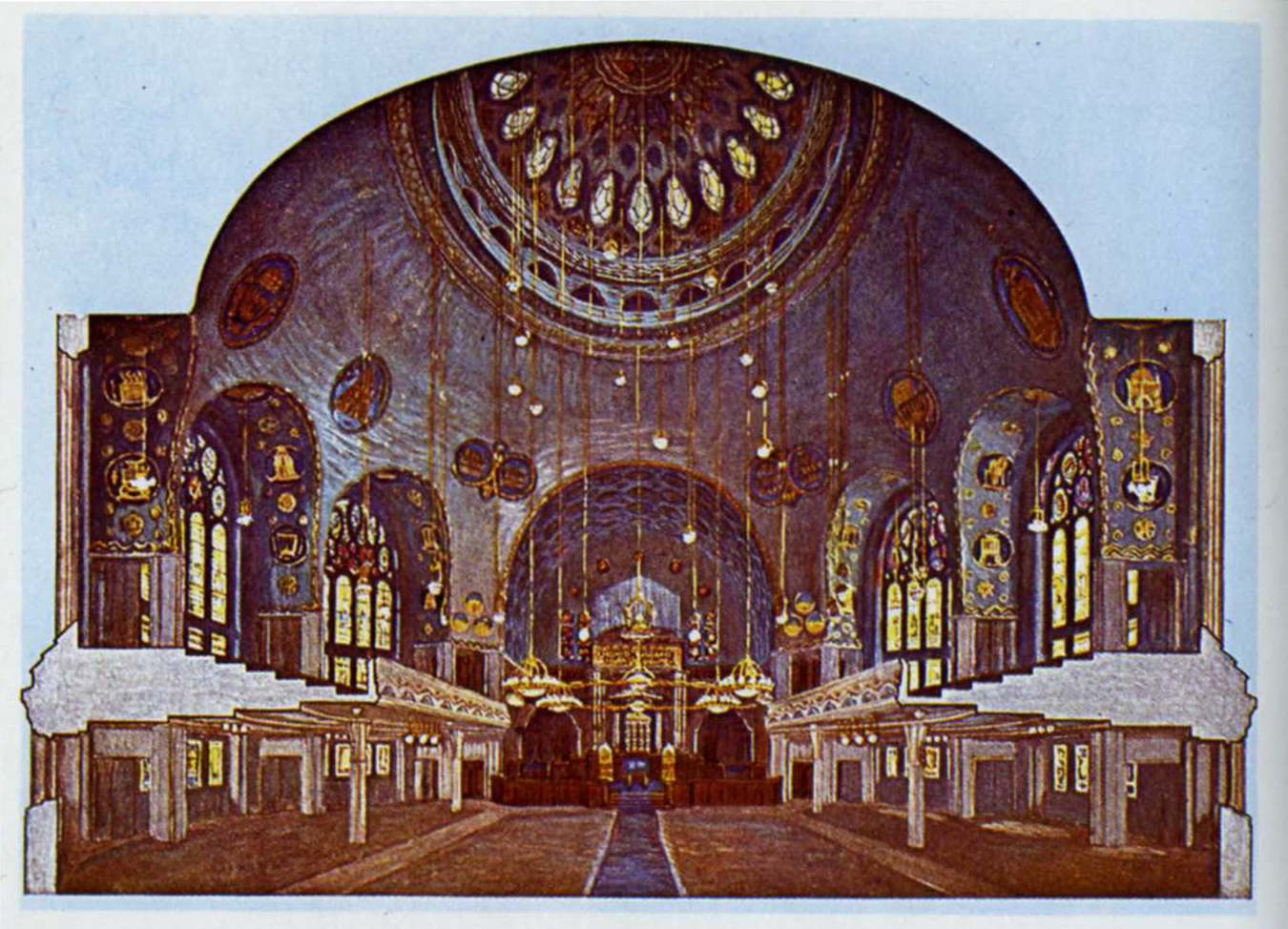
1913: Innenansicht

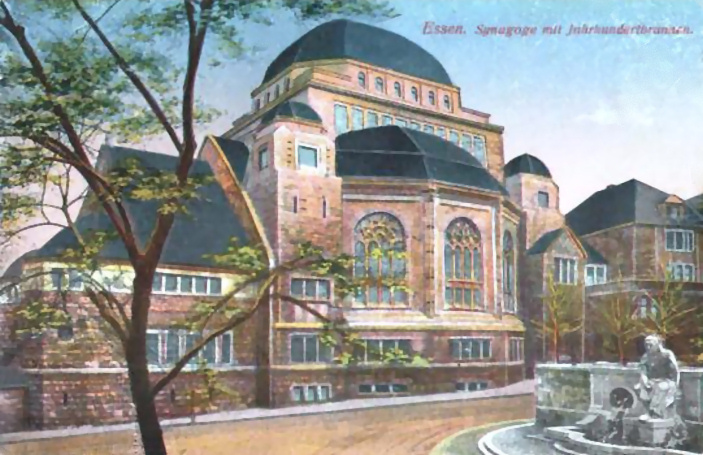
Um 1917: Synagoge, rechts Jahrhundertbrunnen

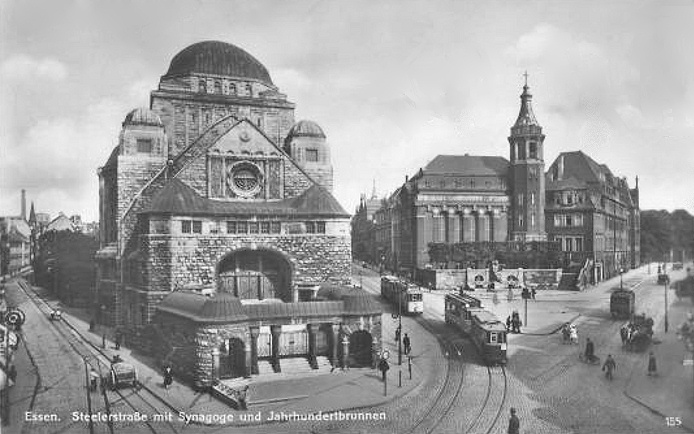
Um 1922: Synagoge mit Friedenskirche

### Die Anfänge
Anfang des 20. Jahrhunderts wurde die damals genutzte Synagoge in der Gerswidastraße zu klein für die wachsende jüdische Gemeinde Essen. Daher ließ die Gemeinde, vertreten durch ihren ersten Rabbiner Salomon Samuel, 1911 vom Architekten Edmund Körner einen Synagogenneubau planen. Dieser repräsentative und selbstbewusste Neubau sollte die Integration und Anerkennung der Juden im  Kaiserreich zum Ausdruck bringen.
Die zentrale Lage des Hauses in der Innenstadt sollte die Ankunft des Judentums in der deutschen Gesellschaft versinnbildlichen. Der Architekt ließ sich hinsichtlich des ornamentalen Schmucks, der die Überlieferung des Judentums verwendet, durch Salomon Samuel beraten, insbesondere bei den Symbolen für die Mosaiken und Glasmalereien.
Am 25. September 1913 wurde der damals Neue Synagoge genannte Bau feierlich eingeweiht. Der Rabbiner Emil Cohn schrieb zur Eröffnung das Festspiel Salomo. Die Synagoge war kulturelles und soziales Zentrum einer 1933 rund 4500 Mitglieder zählenden Gemeinde. Sie hatte einen über 1500 Personen fassenden Hauptraum mit mehreren Emporen, Orgel und großem Bima-Bereich (der auch häufig für Konzerte genutzt wurde), eine Wochentagssynagoge, Lehrräumlichkeiten, einen Gemeindesaal, ein Sekretariat, eine Bibliothek, einen Garten sowie Rabbiner- und Kantorwohnungen im östlich angebauten Rabbinerhaus.

### Zeit des Nationalsozialismus
In der Nacht vom 9. auf den 10. November 1938, während der Novemberpogrome, wurde die Synagoge durch Brandstiftung im Inneren stark beschädigt. Ihr Äußeres blieb dabei fast unversehrt. Aufgrund der massiven Bauweise aus Stahlbeton konnten die Nationalsozialisten das Gebäude entgegen ihren Plänen nicht abreißen, eine Sprengung war wegen der umliegenden Häuser unmöglich. Den Zweiten Weltkrieg überstand der Bau ohne größere Schäden.

### Seit der Nachkriegszeit

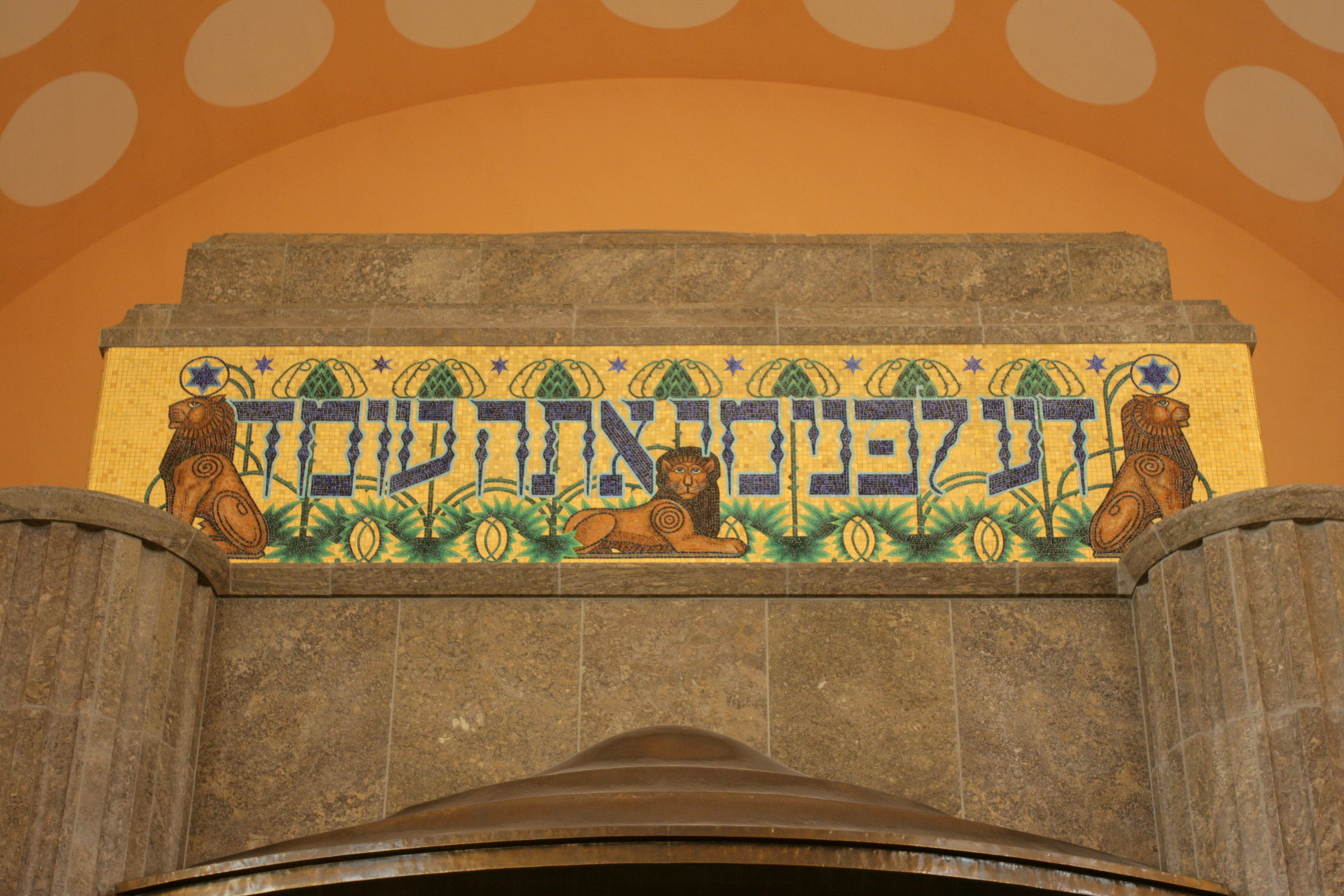
„Wisse, vor wem Du stehst“

Von 1945 bis 1959 stand die Synagoge ungenutzt als Ruine am Rand der Essener Innenstadt. 1959 entschloss sich die neue jüdische Nachkriegs-Gemeinde, die bis dahin das frühere Rabbinerhaus als Zentrum genutzt hatte, zum Bau ihrer noch heute bestehenden neuen Synagoge auf dem Eckgrundstück Ruhrallee / Sedanstraße. Im selben Jahr erwarb die Stadt Essen den früheren Synagogenbau und richtete dort 1960/61 ein Museum für Industriedesign ein, das Haus Industrieform. Zu diesem Zweck wurden sämtliche noch vorhandenen synagogalen Einrichtungselemente beseitigt. Es entstand ein im Inneren völlig veränderter und nicht mehr an die Synagogenzeit erinnernder Raum in nüchterner Zweckform, dem damaligen Zeitgeist entsprechend. 1979 beschädigte ein Brand, ausgelöst durch einen Kurzschluss, die Designausstellung. Dieses Ereignis und eine veränderte Einstellung zum Umgang mit diesem Ort veranlassten schließlich den Rat der Stadt Essen, hier 1980 die Institution Alte Synagoge einzurichten.
Der international angesehene israelische Künstler Naftali Bezem, der u. a. das Wandrelief in der Eingangshalle der staatlichen Gedenkstätte Yad Vashem in Jerusalem zur Erinnerung an die ermordeten Juden Europas während der Shoah und die Kassettendecke der Empfangshalle der Residenz des israelischen Präsidenten gestaltet hatte, überließ der Stadt Essen ein Exemplar des von Edmund Körner 1914 herausgegebenen Bandes über die Synagoge (vgl. Literatur), als er auf Einladung des Essener Oberbürgermeisters Horst Katzor der Stadt seiner Kindheit einen offiziellen Besuch abstattete, um an den Überlegungen zur Erneuerung und künftigen Zweckbestimmung der nun so apostrophierten Alten Synagoge als Haus jüdischer Kultur in Essen teilzunehmen. Naftali Bezem, Sohn des letzten Küsters vor der Zerstörung der Synagoge Essen während der Novemberpogrome 1938, stiftete einen Zehn-Farben-Siebdruck als Beilage zur Mitfinanzierung eines Faksimile-Nachdrucks dieses Bandes, diese limitierte Neuauflage konnte im Jahr 1980 erscheinen. Im Frühjahr 1992 widmete das Museum Folkwang dem Künstler Naftali Bezem in der Alten Synagoge Essen eine umfassende Ausstellung.
Von 1986 bis 1988 wurde der Innenraum der Synagoge mit Mitteln des Landes Nordrhein-Westfalen im Ansatz rekonstruiert. In dieser Zeit, von 1986 bis 1994 arbeitete hier auch der Historiker Michael Zimmermann über das jüdische Leben in Essen zwischen 1800 und 1933.
Bis September 2008, dem Beginn der neuesten Umbaumaßnahmen, verstand sich die Alte Synagoge als eine offene Begegnungsstätte und ein politisches Dokumentationsforum. Sie bot zahlreiche Veranstaltungen zur Begegnung mit jüdischer Kultur und Religion sowie historischem und gegenwärtigem jüdischen Leben an. Darunter befanden sich Führungen durch die Dauerausstellung Stationen jüdischen Lebens für Schüler- oder Erwachsenengruppen, Lehrhäuser zu Aspekten der jüdischen Religionspraxis und Lebenskultur für Kinder und Jugendliche, Führungen durch das Gebäude zur Architektur und ihrer einstmals jüdischen Bedeutung. Ein für Erwachsene gedachtes Tora-Lehrhaus befasste sich mit jüdischen Traditionstexten. Darüber hinaus war die Alte Synagoge mit einer regelmäßigen Vortragsreihe Diskussionsplattform für zentrale politische und gesellschaftliche Fragen der Gegenwart und Zukunft. Schulklassen konnten dort auch Lehrhäuser zur Schärfung der politischen Sinne besuchen. Außerdem diente die Alte Synagoge als Veranstaltungsort für Konzerte, Theateraufführungen, Lesungen und andere kulturelle Veranstaltungen.
Nach dem Umbau, am 13. Juli 2010, wurde die ehemalige Synagoge als Alte Synagoge – Haus der jüdischen Kultur neu eröffnet.

## Bau und Ausstattung
Bis heute ist die Alte Synagoge in Essen das größte freistehende Synagogengebäude nördlich der Alpen, hinsichtlich des Raumvolumens sogar noch größer als die Berliner Neue Synagoge. Die mächtige freischwebende Kuppel hat eine Höhe von 37 Metern. Insgesamt ist der Bau 70 Meter lang.
Sowohl in der Grundrissbildung als auch mit der Innenarchitektur integriert die Synagoge traditionelle jüdisch-orientalische mit abendländisch-christlichen Elementen. Vor allem die Gestaltung des Hauptraums zeigt Einflüsse des späten Jugendstils.
Die drei großen Eingangstüren zur Synagoge waren mit achtzehn Medaillons mit jüdischen Motiven geschmückt. Die sechs großen Fenster der Synagoge zeigten bildliche Darstellungen der jüdischen Feiertage: Sabbat, Pessach, Schawuot, Rosch ha-Schana, Jom Kippur und Sukkot.
Im Jahr 2015 stellte man bei einer Bestandsaufnahme des baulichen Zustands erheblichen Sanierungsbedarf an Kupferdach und Natursteinfassade fest. Die entsprechenden Arbeiten dazu, immer in Abstimmung mit der Denkmalbehörde, begannen Ende 2022. Zunächst erfolgten um das Gebäude Tiefbauarbeiten, um rund 120 Jahre alte Grundleitungen und die Isolierung des Untergeschosses gegen eindringende Feuchtigkeit zu erneuern. Dann muss die Kalksteinfassade schonend gereinigt und das Kupferdach neu gedeckt und mit Blitzschutz versehen werden. Zudem wird die Regenentwässerung saniert und teils neu konstruiert, um die Fassade durch ablaufendes Wasser künftig effektiver zu schützen. Die Fertigstellung der Arbeiten ist für Ende 2024 geplant. Die Kosten für die kompletten Sanierungsmaßnahmen werden mit rund 7 Millionen Euro beziffert.

## Geschichte des Rabbinerhauses

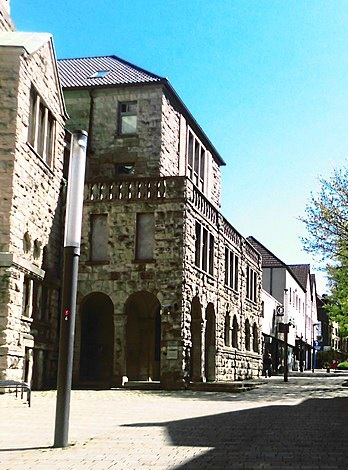
Rabbinerhaus Essen

Das an die Synagoge angebaute Rabbinerhaus, das ebenfalls seit 1985 unter Denkmalschutz steht, wurde zeitgleich ebenfalls nach Plänen des Architekten Edmund Körner errichtet. Es wurde in der Pogromnacht im November 1938 in Brand gesetzt und das Innere dabei zerstört. Nach dem Krieg wurde das Rabbinerhaus zunächst von der kleinen jüdischen Nachkriegsgemeinde als Gemeindehaus genutzt. Diese verkaufte 1959 die Synagoge mit Nebengebäuden an die Stadt Essen und errichtete auf dem Gelände des ebenfalls 1938 zerstörten jüdischen Jugendheims an der Sedanstraße ein neues Gemeindezentrum. 1962 zog in das Rabbinerhaus das Essener Stadtarchiv ein, das Anfang 2010 in ein neues Gebäude an der Luisenschule übersiedelte. Danach wurde das alte Rabbinerhaus kernsaniert, wobei man einige Brandspuren entdeckte, die vermutlich aus der Pogromnacht stammen. Die Kosten des gesamten Umbaus von etwa 2,7 Millionen Euro wurden durch das Konjunkturpaket II getragen. Die neuen Mieter des Hauses sind 2011 eingezogen. Dabei handelt es sich um die Universität Duisburg-Essen und das Salomon Ludwig Steinheim-Institut für deutsch-jüdische Geschichte.
In der Nacht auf den 18. November 2022 wurden mehrere Schüsse auf das Rabbinerhaus abgegeben. Die Polizei sprach von einer politisch motivierten Straftat.

## Die Alte Synagoge heute

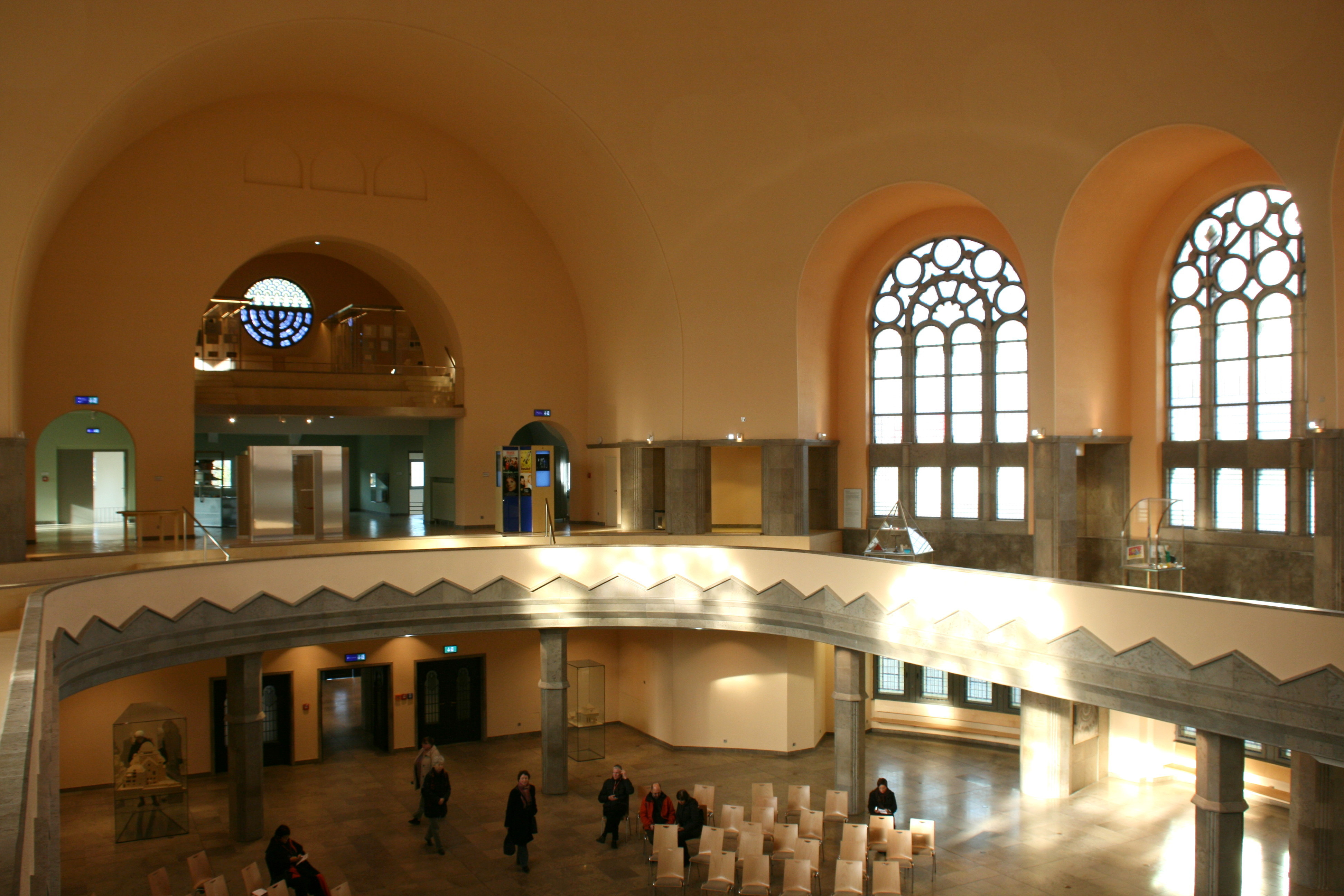
Innenansicht

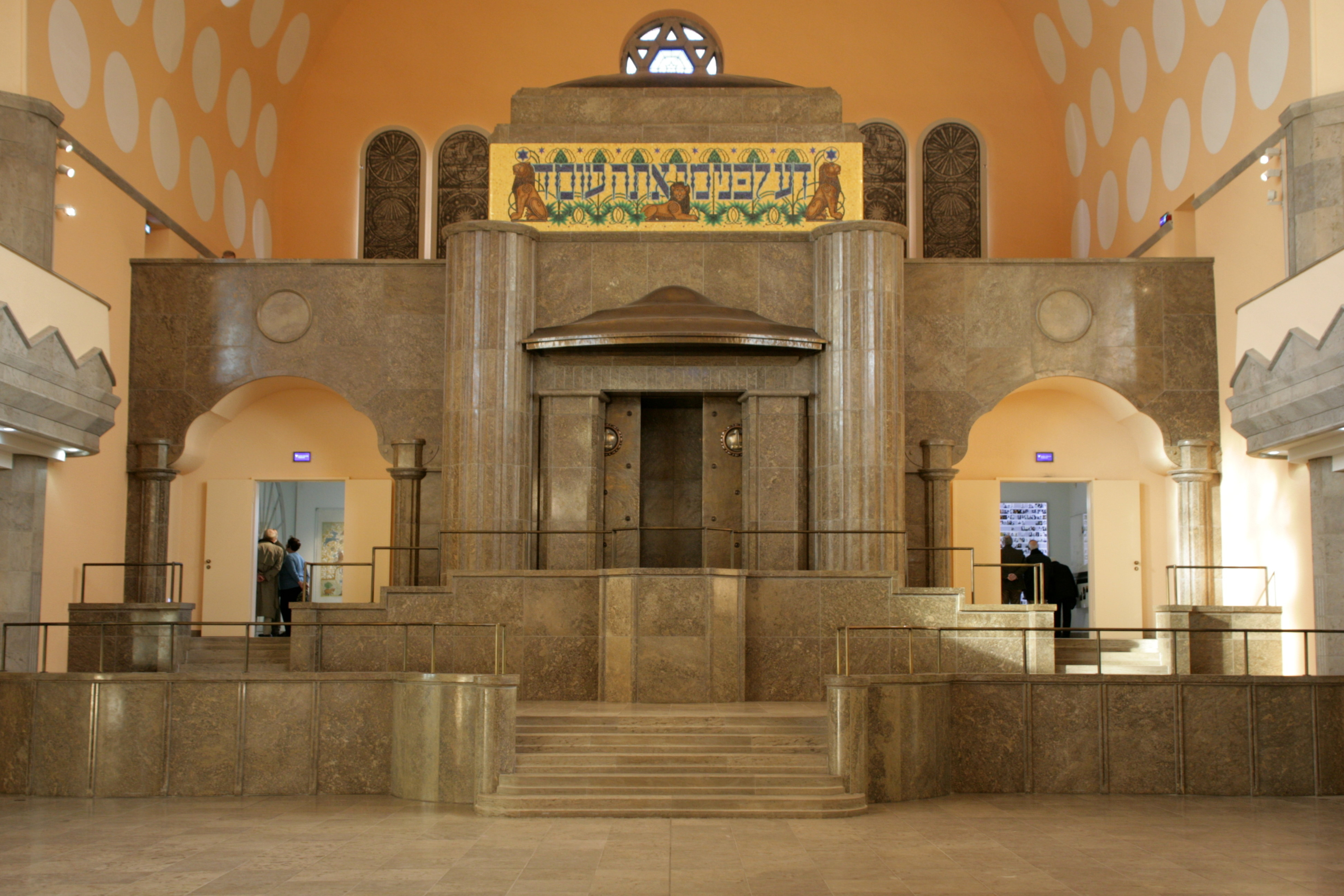
Rekonstruierter Toraschrein

Am 27. Februar 2008 beschloss der Rat der Stadt Essen, die Alte Synagoge zum Haus jüdischer Kultur weiterzuentwickeln. Hierzu erfolgten Umbaumaßnahmen im Inneren, um neue Ausstellungsflächen zu gewinnen. Der Außenbereich wurde als Edmund-Körner-Platz im Ensemble mit der benachbarten Altkatholischen Friedenskirche neu gestaltet. Von der Bernestraße ist seitdem keine Durchfahrt mehr auf die Steeler Straße möglich. Seit September 2008 war das Haus wegen des Umbaus geschlossen.
Die offizielle Neueröffnung fand am 13. Juli 2010 statt. Es entstand ein Haus einer interkulturellen Begegnung mit der jüdischen Kultur. Es gibt fünf unterschiedliche Ausstellungsbereiche, verteilt auf das Erdgeschoss, die Empore und auf den darüberliegenden Mezzanin, mit den jeweiligen Schwerpunkten Quellen der jüdischen Tradition, Geschichte des Hauses, Geschichte der jüdischen Gemeinde in Essen, Zu jüdischen Festen und Jüdischer Way of Life. In einem Treppenaufgang werden Bilder jüdischer Prominenter gezeigt.
Von den Gesamtkosten für den Umbau und die Ausstellung von knapp 7,8 Millionen Euro übernahm das Land Nordrhein-Westfalen rund 80 Prozent. Dank größerer privater Spenden konnte der Treppenaufgang großzügig mit transparenten Eingangstüren angelegt werden. Das Innere erhielt eine neue Farbgebung in Apricot und Flieder, die Größe des Hauptraumes sowie der Lichteinfall durch die Fenster bieten den Besuchern einen überraschenden Effekt.
Eine lange Tradition haben die seit 1994 veranstalteten Donnerstagsgespräche über Politik, Kultur, Gesellschaft, bei der jeweils am ersten Donnerstag im Monat (ausgenommen Ferienzeiten) aktuelle wie auch langfristige, historische wie gegenwartsbezogene Themen öffentlich diskutiert werden.

### Leitung
Von 1980 bis Januar 1988 wurde das Haus von der Historikerin und Pädagogin Angela Genger geleitet, die daraufhin die Leitung der Mahn- und Gedenkstätte Düsseldorf übernahm. Edna Brocke, die seit 1988 die Alte Synagoge und damit auch das Haus der jüdischen Kultur leitete, wurde am 27. März 2011 feierlich verabschiedet. Ihr Nachfolger war der Schweizer Historiker Uri Kaufmann, der das Amt am 1. September 2011 antrat. Seit 1. Oktober 2023 hat die Hochschullehrerin und Musikerin Diana Matut die Leitung inne.

### Ausstellungen (Auswahl)
- 2010: Berühmte und bekannte jüdische Zauberkünstler
- 2012: heimlich unheimlich. Skulpturen und Judaica von Rachel Kohn
- 2013: Grigory Berstein. Fallen und Fliegen. Malerei und Objekte[10]
- 2025: Green Jews - Umweltschutz und Judentum von Anna Adam